# Route 395 (Nouveau-Brunswick)
Pour les articles homonymes, voir Route 395.
La route 395 est une route locale du Nouveau-Brunswick située dans le nord-ouest de la province, à l'ouest de Plaster Rock. Elle traverse une région agricole et vallonneuse. Elle mesure 13 kilomètres, et est pavée sur toute sa longueur.

## Tracé
La 395 débute à Three Brooks, sur la route 109, près de la rivière Tobique. Elle commence par suivre le chemin de fer CN, puis traverse Lower Anfield et Anfield. Elle traverse ensuite le chemin de fer, puis elle se termine sur la route 108, à Hazeldean. 

## Intersections principales
| Route 395 |               |     |                                          |                          |
| Comté     | Location      | km  | Intersection/Destinations                | Notes                    |
| Victoria  | Three Brooks  | 0   | R-109, Plaster Rock, Perth-Andover       | extrémité sud de la 395  |
| Victoria  | Bedford Road  | ~3  | Chemin Bedford sud, Anderson Road        |                          |
| Victoria  | Lower Anfield | 7   | Chemin Anfield est, Sisson Ridge, Sisson |                          |
| Victoria  | Anfield       | ~11 | Chemin LeBel sud, Bell Grove             |                          |
| Victoria  | Hazeldean     | 13  | R-108, Plaster Rock, Grand Falls         | extrémité nord de la 390 |